# K-469
K-469, później B-469 – radziecki myśliwski okręt podwodny z napędem jądrowym projektu 671 (NATO: Victor I). Budowę okrętu rozpoczęto 5 września 1973 roku, 10 czerwca 1974 roku zwodowano go w Zakładzie nr 402 w Leningradzie. Jednostka została przyjęta do służby w marynarce radzieckiej 4 września 1974 roku, gdzie służyła we Flocie Północnej, następnie Flocie Oceanu Spokojnego do 1993 roku.
Okręt został zbudowany w układzie dwukadłubowym, z kadłubem sztywnym wykonanym ze stali o zwiększonej ciągliwości AK-29. Okręt o długości 93 metrów wypierał na powierzchni 3650 ton i 4830 ton w zanurzeniu. Napęd jądrowy zapewniany przez dwa reaktory wodno-ciśnieniowe WM-4P z jedną turbiną parową o mocy 31 000 KM, wraz z opływowym kadłubem lekkim i kioskiem zapewniał mu prędkość podwodną 33 węzłów. Jednostka została wyposażona w sześć wyrzutni torpedowych kalibru 533 mm dla 18 torped przeciwpodwodnych oraz aktywno-pasywny sonar Rubin MGK-300.
Podstawowym zadaniem operacyjnym okrętu było zwalczanie amerykańskich strategicznych okrętów rakietowych systemu Polaris-Poseidon oraz nuklearnych myśliwskich okrętów podwodnych państw NATO.
Między styczniem a marcem 1976 roku K-469 (wraz z K-171) przebazował przez Ocean Atlantycki i Cieśninę Drake’a na Kamczatkę, w skład Floty Oceanu Spokojnego. 
29 sierpnia 1991 roku wraz z innymi okrętami tego typu został przeklasyfikowany z krążowniczego okrętu podwodnego na duży okręt podwodny, co pociągnęło zmianę oznaczenia z litery K na B. Po rozpadzie ZSRR okręt został przejęty przez marynarkę Rosji.
Okręt wycofano ze służby we Flocie Oceanu Spokojnego 30 czerwca 1993 roku.